# アルフォンス＝アンリ・ド・ロレーヌ
アルフォンス＝アンリ＝シャルル・ド・ロレーヌ（Alphonse-Henri-Charles de Lorraine, 1648年8月14日 - 1718年10月19日）は、ブルボン朝時代フランスの大貴族家門ギーズ家の一員。アルクール伯。
アルクール伯フランソワ・ルイとモンロール女伯・モーベック女侯アンヌ・ドルナーノの間の次男。兄フランソワが両親の婚前に出生していて相続権がなかったため、次男ながら父の称号や資産・所領を相続した。1661年2月21日マリー＝フランソワーズ・ド・ブランカと結婚、間にもうけた子は多くが夭折した。長男のアンヌ＝マリー＝ジョゼフ（1679年 - 1739年）がアルクール伯を相続した。